# Silke Meier (Tennisspielerin)
Silke Meier (* 13. Juli 1968 in Kaiserslautern) ist eine ehemalige deutsche Tennisspielerin.

## Karriere
Die Tochter des ehemaligen Bundesligafußballspielers Reinhard Meier begann ihre Karriere im Tennisclub des SV Alsenborn.
In der WTA-Weltrangliste wurde sie im Oktober 1987 im Einzel auf Platz 40 geführt. Ihr größter Erfolg war der Titelgewinn 1991 beim WTA-Turnier von Oslo im Doppel zusammen mit Claudia Kohde-Kilsch. Es war ihr einziger Titelgewinn auf der WTA Tour; hinzu kamen drei Einzel- und vier Doppeltitel auf dem ITF Women’s Circuit.
Meier spielte auch für das deutsche Team, das 1987 zum ersten Mal den Fed Cup für Deutschland gewann.
Nach ihrer Profilaufbahn wurde Silke Meier beim Deutschen Tennis Bund Honorartrainerin im Jugendbereich.

## Turniersiege

### Doppel
| Nr. | Datum            | Turnier | Kategorie | Belag           | Partnerin            | Finalgegnerinnen                 | Ergebnis      |
| --- | ---------------- | ------- | --------- | --------------- | -------------------- | -------------------------------- | ------------- |
| 1.  | 10. Februar 1991 | Oslo    | Tier V    | Teppich (Halle) | Claudia Kohde-Kilsch | Sabine Appelmans Raffaella Reggi | 3:6, 6:2, 6:4 |